# Octavia Hill
Octavia Hill (Wisbech, 3 dicembre 1838 – Londra, 13 agosto 1912) è stata una filantropa e attivista britannica. Fu una riformatrice sociale, che si preoccupò soprattutto di migliorare le condizioni di vita degli abitanti delle città, in particolare di Londra, durante la seconda metà del XIX secolo; fu inoltre una dei fondatori del National Trust for Places of Historic Interest or Natural Beauty.

## Biografia

### Primi anni

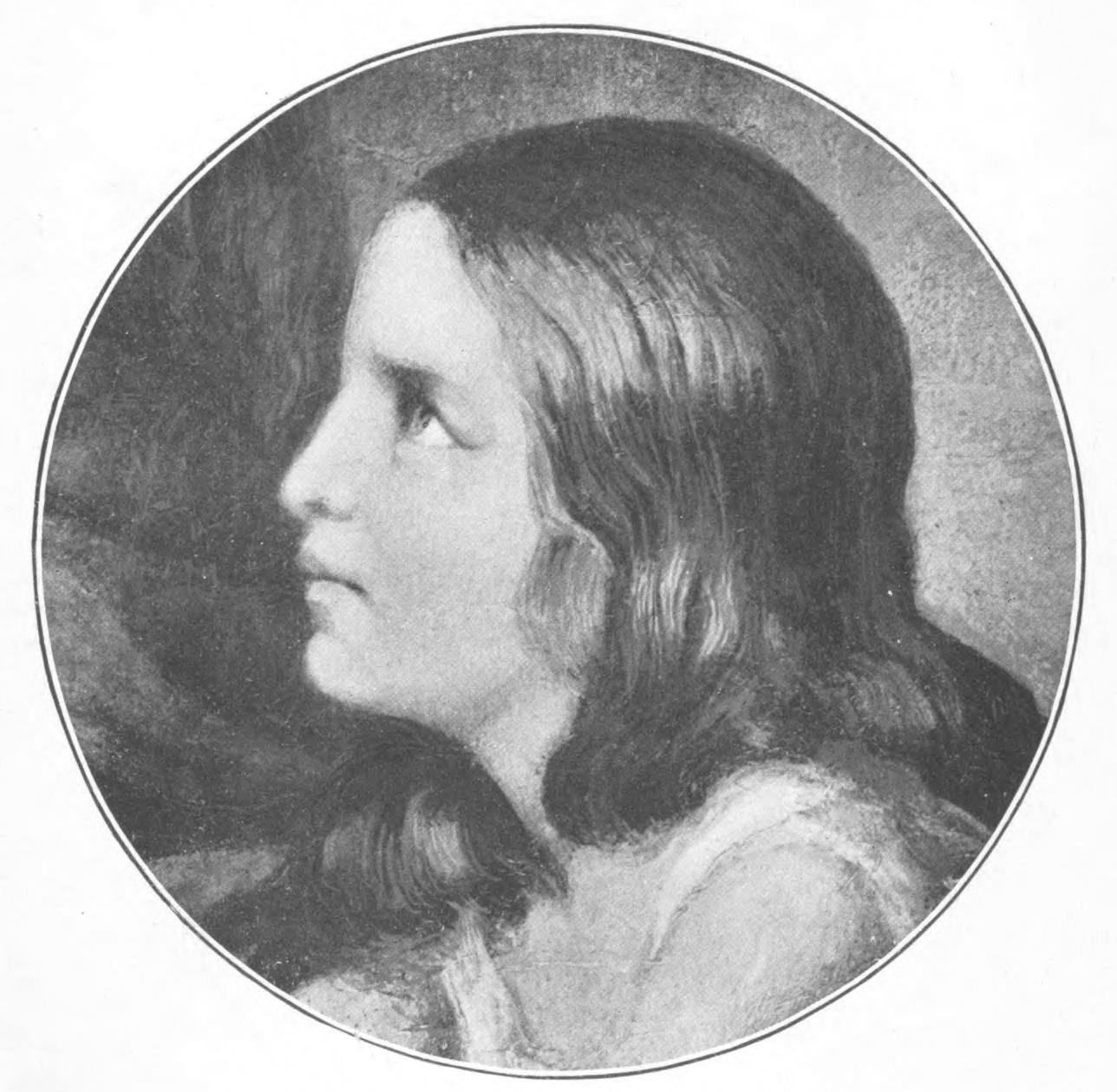
Octavia Hill da bambina in un'illustrazione di Margaret Gillies

Nata a Wisbech, nel Cambridgeshire, era una delle cinque figlie di James Hill e della sua terza moglie Caroline Southwood Smith; il padre aveva altri figli dai precedenti matrimoni. L'impegno nelle riforme sociali era già dimostrato da suo nonno materno, Thomas Southwood Smith, che si occupò del sistema sanitario, da suo padre, il quale si interessò di riforme penali, e anche da sua madre, che dirigeva una scuola per l'infanzia basata sui principi di Pestalozzi.
I genitori di Octavia si separarono dopo che suo padre ebbe un collasso nervoso dovuto al fallimento delle sue attività bancarie; James Hill morì lasciando poco alla famiglia, che tirava avanti anche grazie all'aiuto del nonno materno, e conseguentemente Octavia prese in antipatia tutte le forme di lusso e ostentazione e, per il resto della sua vita, avrebbe vissuto piuttosto frugalmente (ad esempio mangiando cibi sconditi e viaggiando sempre in terza classe o a piedi).
Caroline si spostò con le figlie prima a Finchley, e poi a Londra; nel 1851, all'età di 14 anni, Octavia venne mandata a lavorare presso la Ladies' Co-operative Guild, una cooperativa di stampo socialista cristiano gestita dalla sua stessa madre. A Octavia venne affidato il compito di insegnare alle ragazzine più giovani come realizzare bambole nel negozio della cooperativa. Fu in tale contesto che Hill fece la conoscenza di John Ruskin, Charles Kingsley e Frederick Maurice, abbandonando anche, sotto l'influenza di quest'ultimo, la propria fede unitariana.

### Attivismo sociale

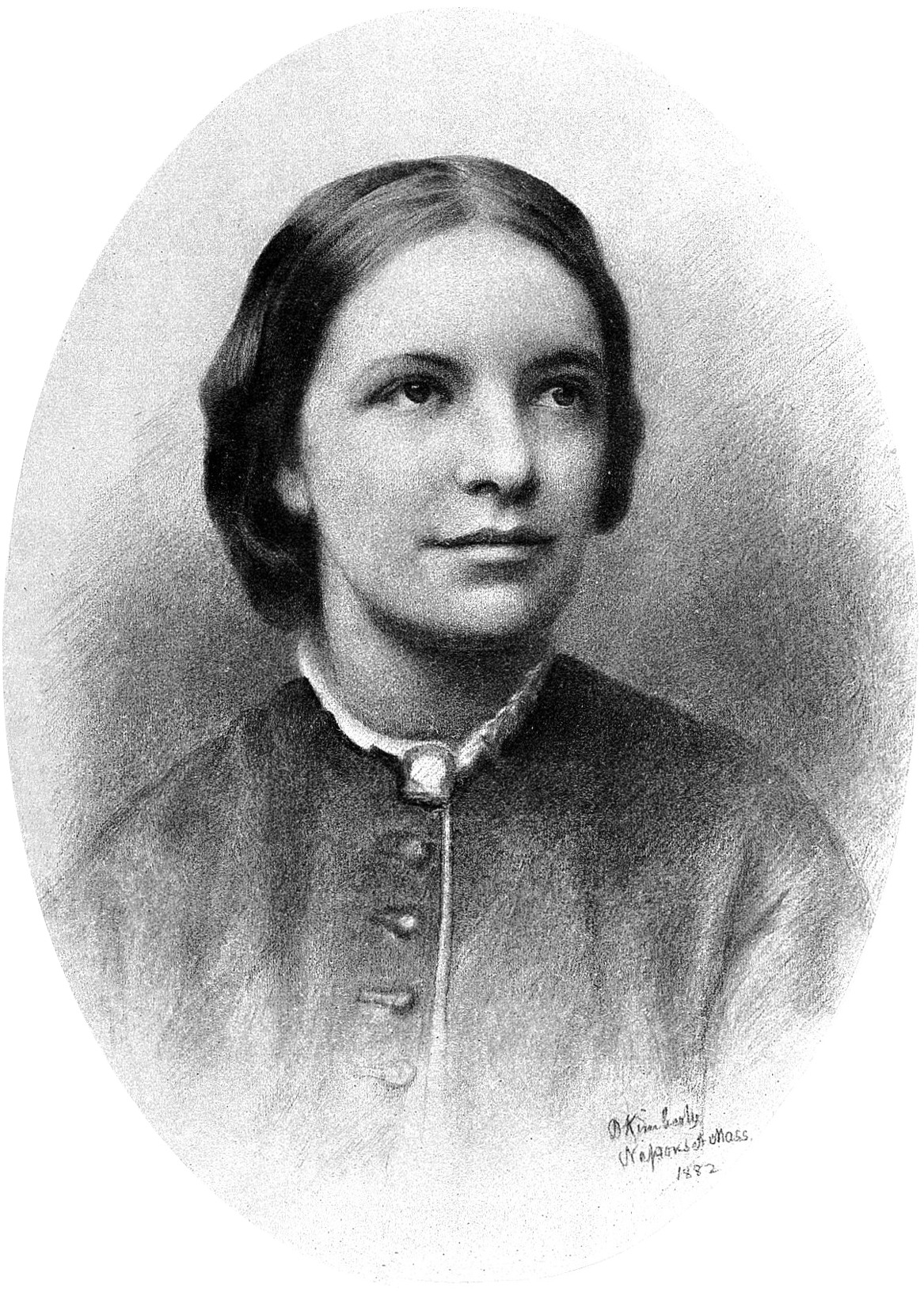
Octavia Hill intorno al 1885

Hill cominciò a lavorare come copista dopo aver studiato arte con Ruskin, e nel 1856 cominciò ad impegnarsi nell'attivismo sociale allorché Maurice la nominò segretaria per i corsi femminili al Working Men's College. Nel 1861 avviò, con due delle sue sorelle, una piccola scuola femminile, lasciandone poi la direzione nel 1866.
In questo periodo si avvicinò a Sophia Jex-Blake e a Barbara Bodichon; verso il 1866, aiutò quest'ultima a organizzare la campagna per l'ottenimento del suffragio femminile in Inghilterra, oltre a farsi coinvolgere in diverse altre campagne per i diritti delle donne. Tuttavia, per quanto impegnata in tale campo, Hill era convinta che il suffragio femminile, ossia l'ottenimento del potere politico, avrebbe minato il ruolo delle donne nell'ambito dei lavori sociali.

#### Aiuto verso i poveri
Dai suoi primi anni a Londra, Hill era rimasta colpita dalla situazione dei poveri che abitavano nella città; così, nel 1864, acquistò con l'aiuto di Ruskin tre case in Nottingham Place, un poverissimo quartiere della città da affittare a famiglie disagiate. Hill tuttavia non amava il modo in cui normalmente veniva gestito questo tipo di attività, ossia limitandosi ad una fredda ed impersonale riscossione dell'affitto da parte del proprietario; di conseguenza, si recava personalmente a riscuotere gli affitti per prendere confidenza con gli affittuari, premiandoli se pagavano entro il tempo stabilito, aiutandoli cercando lavoro o apprendistato per i loro figli e assicurandosi di proporre contratti onesti. I morosi venivano sfrattati dopo un primo richiamo, dato che Hill era convinta che l'insolvenza ingiustificata producesse "male cumulativo sull'insolvente, e un cattivo esempio, troppo prontamente seguito dagli altri".

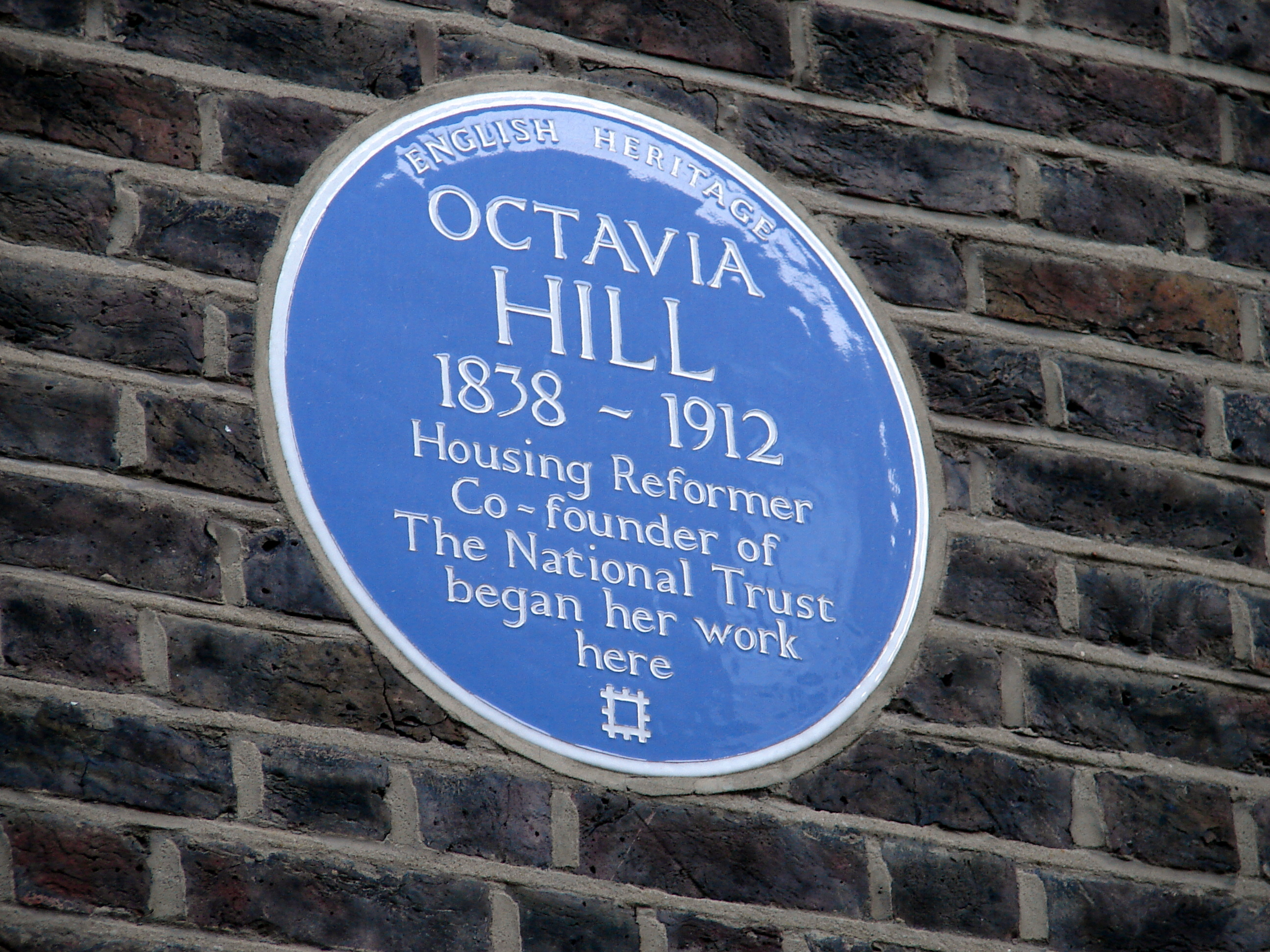
Una targa dellEnglish Heritage situata a Marylebone, per commemorare l'inizio dell'attività di Octavia Hill

Due anni dopo acquistò altre sei abitazioni, e riuscì a far adottare il suo modello di gestione degli affitti ad altri proprietari, promettendo loro il 5% dei guadagni sull'investimento; con lo svilupparsi dell'attività, Hill istituì la Society of Women Housing Managers, avviando corsi di formazione per giungere al diploma presso la National Association of Housing Managers. Hill incoraggiava inoltre le famiglie a pulire loro stesse i vicoli e le scale adiacenti alle loro abitazioni, e gli affittuari disoccupati venivano assunti per svolgere i lavori di manutenzione. Nel 1884, riuscì addirittura a farsi assegnare dagli Ecclesiastical Commissioners la gestione delle loro strutture in affitto a Southwark e Deptford e più avanti Lambeth, Westminster e Walworth. La sua opera andò espandendosi tanto che, alla fine, controllava dalle 4000 alle 6000 abitazioni.

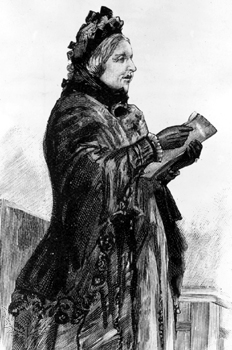
Octavia Hill in un'illustrazione del 1902 circa

Nel 1869 Octavia Hill fondò la Charity Organization Society (COS) e cominciò a lavorare anche nel settore delle organizzazioni di beneficenza; tuttavia, ella riteneva che i poveri fossero distinti in meritevoli e non meritevoli (una distinzione che applicava esaminando i singoli casi), e che solo ai meritevoli dovessero essere devoluti i proventi della beneficenza. Era quindi contraria ad atti indiscriminati e sentimentali come l'elemosina in strada o i sostegni dell'Esercito della Salvezza, e in proposito scrisse: "Sono assai sbalordita quando penso a quello che la nostra impaziente elemosina sta facendo ai poveri di Londra. Uomini che dovrebbero alzare la testa come rispettabili padri di famiglia, imparano a cantare come accattoni nelle strade, tutto perché gli diamo dei penny" e anche "Dove un uomo rifiuta ripetutamente di sforzarsi, l'aiuto esterno è peggio che inutile". Per gli stessi motivi era critica anche verso le pensioni di anzianità. Le attività della COS si ampliarono di anno in anno, fino a che fu in grado di organizzare grandi campagne per riforme sanitarie e, nel 1886, di istituire l'Invalid Children's Aid Association.
Nel 1887, Hill accettò di entrare a far parte del comitato esecutivo del neonato Women's University Settlement; inizialmente era dubbiosa riguardo all'accettabilità morale di un gruppo di donne che, lasciata la famiglia, andavano a vivere insieme, tuttavia cambiò presto idea quando si rese conto che ciò portava donne rispettabili del ceto medio a entrare in quartieri poveri dove altrimenti non sarebbero mai andate, e che ciò poteva tradursi in opportunità di svolgere lavori di pubblica utilità e nello stabilire una relazione fra ricchi e poveri, una cosa che Hill considerava base fondante per il lavoro sociale.

#### Il National Trust
Altra parte fondamentale dell'opera di Octavia Hill fu quella della salvaguardia degli spazi aperti. L'interesse nacque con l'intento di fornire luoghi ricreativi all'aperto alle persone povere; dopo che, negli anni 1870, non era riuscita a salvare gli Swiss Cottage Fields dagli imprenditori edili, nel 1887 Octavia stabilì con sua sorella Miranda la Kyrle Society, con la quale cercava di creare spazi verdi nel centro della città per migliorare l'ambiente urbano; si adoperò inoltre perché i parchi-giochi rimanessero aperti anche in orario extrascolastico. Nel 1884 formò un comitato per raccogliere la somma, enorme per l'epoca, di 70.000 sterline con cui comprare i campi di Parliament Hill; riuscì ad acquistarli nel 1889, incorporandoli nel vasto spazio aperto di Hampstead Heath. Nel 1895, insieme a Robert Hunter e Hardwick Rawnsley, fondò il National Trust for Places of Historic Interest or Natural Beauty, che ha lo scopo di preservare i paesaggi naturali britannici.

### Ultimi anni

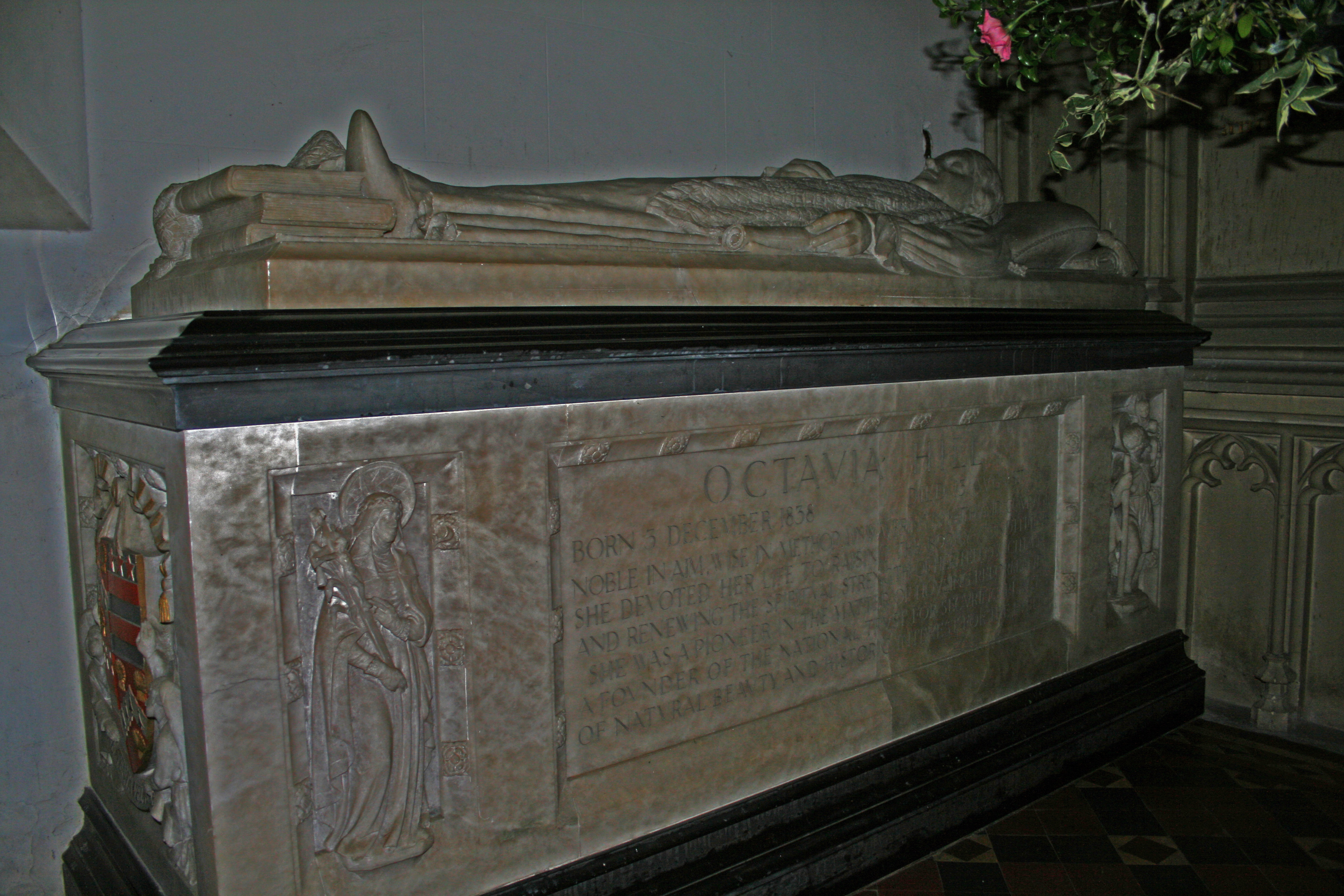
La tomba di Octavia Hill nella chiesa della Santissima Trinità di Crockham Hill

Octavia Hill rimase socialmente attiva fino quasi alla morte; tra il 1905 e il 1908 operò nella Royal Commission on the Poor Laws and Relief of Distress, ma nello svolgere tale ruolo rimaneva frenata dalla sua convinzione che gli aiuti ai bisognosi non dovessero essere dati indiscriminatamente, cosa che avrebbe scoraggiato la classe lavoratrice dall'impegnarsi per guadagnarsi il pane (un'idea che si estendeva perfino ai pasti scolastici gratuiti). 
Rimasta sempre nubile (nel 1877 ebbe un breve fidanzamento con un collega, Edward Bond, ma lo ruppe poiché questi non si decideva a risolvere l'opposizione della propria madre al matrimonio), Octavia Hill morì nella sua casa di Marylebone il 13 agosto del 1912; dopo le esequie celebrate nella cattedrale di Southwark, venne sepolta a Crockham Hill, nel Kent.

## Opere
- Homes of the London Poor (1875)
- Our Common Land (1878)